# Sematophyllum microcarpoides
Sematophyllum microcarpoides är en bladmossart som beskrevs av Brotherus 1925. Sematophyllum microcarpoides ingår i släktet Sematophyllum och familjen Sematophyllaceae. Inga underarter finns listade i Catalogue of Life.